# Tom Gallagher (Politikwissenschaftler)
Thomas Gerard Gallagher (meist nur: Tom Gallagher) (* 1. Mai 1954 in Glasgow) ist ein britischer Politikwissenschaftler und Hochschullehrer.

## Leben und Wirken
Tom Gallagher studierte Politikwissenschaft und Neueste Geschichte an der University of Manchester. Nachdem er dort 1975 den Bachelorgrad erworben hatte, promovierte er an dieser Universität 1978 zum Ph.D. Bis 1980 unterrichtete er anschließend am Edge Hill College (später: Edge Hill University) und wechselte dann an die University of Bradford. Bis 2011 lehrte er am dortigen Department of Peace Studies, wo er 1996 zum Professor ernannt wurde.
Gallagher arbeitet vor allem über die politischen Systeme Südeuropas, vor allem Portugals und die politischen Entwicklungen in Rumänien und auf dem Balkan. Zuletzt veröffentlichte er eine Biographie über den portugiesischen Diktatur Salazar. Außerdem beschäftigt er sich mit nationalistischen Bestrebungen in Schottland.

## Veröffentlichungen (Auswahl)
- Portugal. A Twentieth-century interpretation. Manchester University Press, Manchester 1983, ISBN 0-7190-0876-X.
- Edinburgh divided. John Cormack and no popery in the 1930s. Polygon, Edinburgh 1987, ISBN 0-948275-40-5.
- Glasgow - the uneasy peace. Religious tension in modern Scotland. Manchester University Press, Manchester 1987, ISBN 0-7190-2396-3.
- (Hrsg.): Southern European socialism. Parties, elections and the challenge of government. Manchester University Press, Manchester 1989, ISBN 0-7190-2500-1.
- (Hrsg.): Nationalism in the nineties. Polygon, Edinburgh 1991, ISBN 0-7486-6098-4.
- Romania after Ceaușescu. The politics of intolerance. Edinburgh University Press, Edinburgh 1995, ISBN 0-7486-0613-0.
- (Hrsg., mit Geoffrey Pridham): Experimenting with democracy. Regime change in the Balkans (= Routledge studies of societies in transition. Bd. 13). Routledge, London 2000, ISBN 0-415-18726-5.
- Outcast Europe. The Balkans, 1789–1989. From the Ottomans to Miloševic. Routledge, London 2001, ISBN 0-415-27089-8.
- The Balkans after the Cold war. From tyranny to tragedy. Routledge, London 2003, ISBN 0-415-27763-9.
- Theft of a nation. Romania since communism. Hurst, London 2005, ISBN 1-85065-717-3.
- The Balkans in the new millenium. In the shadow of war and peace. Routledge, London 2005, ISBN 0-415-34940-0.
- The illusion of freedom. Scotland under nationalism. Hurst, London 2009, ISBN 978-1-85065-995-2.
- Romania and the European Union. How the weak vanquished the strong. Manchester University Press, Manchester 2009, ISBN 978-0-7190-7743-2.
- Divided Scotland. Ethnic friction and Christian crisis. Glendaruel, Argyll 2013.
- Europe's path to crisis. Disintegration via monetary union. Manchester University Press, Manchester 2014, ISBN 978-0-7190-9603-7.
- Scotland now. A warning to the world. Scotview Publications, Edinburgh 2015, ISBN 978-0-9934654-0-6.
- Salazar. The dictator who refused to die. 3. Auflage. Hurst, London 2021, ISBN 978-1-78738-388-3.